# آپارسیدا دو ریو نگرو
آپارسیدا دو ریو نگرو (به پرتغالی: Aparecida do Rio Negro) یک منطقهٔ مسکونی در برزیل است که در توکانتینس واقع شده‌است. آپارسیدا دو ریو نگرو ۱٬۱۶۰ کیلومتر مربع مساحت و ۴٬۸۴۸ نفر جمعیت دارد.